# Ruagea ovalis
Ruagea ovalis là một loài thực vật thuộc họ Meliaceae. Đây là loài đặc hữu của Bolivia.